# Albert Paley

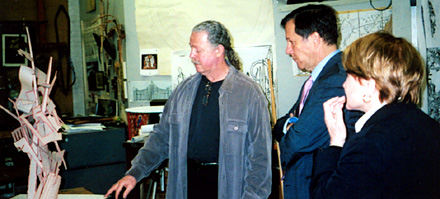
Albert Paley in zijn atelier in Rochester

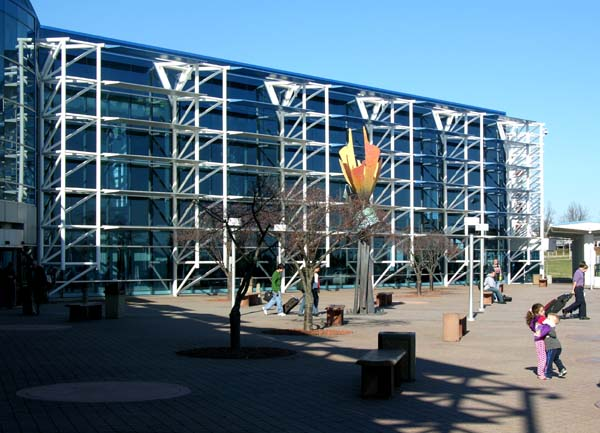
Aurora (1990)

Albert Paley (Philadelphia (Pennsylvania), 1944) is een Amerikaanse beeldhouwer en graficus.

## Leven en werk
Paley werd geboren in Philadelphia in de staat Pennsylvania en bezocht daar de Tyler School of Art. Hij was aanvankelijk werkzaam als goudsmid en vestigde zich in 1969 als metaalbeeldhouwer in het atelier waar hij nog steeds werkzaam is in Rochester in de staat New York. Paley doceerde beeldhouwkunst aan het Rochester Institute of Technology en kreeg een leerstoel voor het leven.
De metaalkunstenaar creëert zijn werken, soms in cortenstaal, zoals in het beeldenpark Grounds for Sculpture, vaak bontgekleurde sculpturen alsmede rijkversierde hekwerken, door assemblage. Hij ontving eredoctoraten van de University of Rochester in 1989, de State University of New York (SUNY) in 1996 en de St. Lawrence University van Canton (New York) in 1997.
Het werk van Paley is te vinden bij universiteiten, musea, overheidsinstellingen en bedrijven in vele steden in Amerika en is voorts opgenomen in de collecties van beeldenparken en vooraanstaande musea.
In 2009 heeft Paley een groot sculptuur geplaatst voor het claycenter in Charleston, West Virginia. Dit proces is gefotografeerd door de Nederlandse fotografe Maartje Cooijman.

## Werken in de openbare ruimte
- 1974: Portal Gates, Renwick Gallery van het Smithsonian American Art Museum in Washington D.C.
- 1976: Hunter Fence, Hunter Museum of American Art in Chattanooga (Tennessee)
- 1980: Portal Gates, New York State Chambers in Albany (New York)
- 1981: Push Plate, collectie Metropolitan Museum of Art in New York
- 1984: Conclave, State University of New York in Brockport (New York)
- 1987: Synergy, Ceremonial Archway in Philadelphia
- 1989: Main Street Bridge Railing, Rochester Bridge in Rochester
- 1990: Aurora, Roanoke Airport in Roanoke (Virginia)
- 1990: Olympia, AT&T Promenade II in Atlanta (Georgia)
- 1991: Moment, Peter Kiewit Foundation Sculpture Garden van het Joslyn Art Museum in Omaha (Nebraska)
- 1991: Ceremonial Gate, Arizona State University in Phoenix (Arizona)
- 1995: Passage, US Federal Building in Ashville (North Carolina)
- 1996: Genesee Passage, Bausch & Lomb HQ in Rochester
- 1996: Apollo, DeCordova Sculpture Park and Museum in Lincoln (Massachusetts)
- 1997: Gnomon, Ohio State University in Columbus (Ohio)
- 1998: Symbion, University of Toledo in Toledo (Ohio)
- 1998: Horizon, Adobe Systems Inc. in San Jose (Californië)
- 1999: Stadium Gates, Florida State University in Tallahassee
- 2000: Portal Gates, Naples Museum of Art in Naples (Florida)
- 2001: Cross Currents[2], Florida Gulf Coast University in Fort Myers
- 2002: Constellation (reliëf), Wellington Place in Toronto (Canada)
- 2003: Sentinel[3], Rochester Institute of Technology in Rochester
- 2004: Kohl Gate, Cleveland Botanical Gardens in Ohio
- 2005: Memphis  Gates, Brooks Museum of Art in Memphis (Tennessee)
- 2006: Threshold, Klein Steel Service in Rochester
- 2006: Animals Always, St. Louis Zoo in Saint Louis (Missouri)
- 2007: Gate, Washington National Cathedral in Washington D.C.
- 2008: Village of Hope in Tustin (Californië)
- 2009: Evanesce[4], beeldenroute Ruta Escultórica del Acero y del Cemento in Monterrey (Mexico)
- 2009: "claycenter" Charleston W.V.